# BD −10° 3166
BD −10° 3166 ist ein Gelber Zwerg mit einer Rektaszension von 10h 58 m 28s und einer Deklination von −10° 46' 13". Er besitzt eine scheinbare Helligkeit von 10,08 mag.
Im Jahre 2000 entdeckte Steven Vogt einen extrasolaren Planeten, der diesen Stern umkreist. Dieser trägt den Namen BD −10° 3166 b.